# Ямасіта Харуно
Харуно Ямасіта (яп. 山下ハルノ, Ямасіта Харуно, 19 лютого 1905, Японія) — японська супердовгожителька, чий вік був підтверджений Групою геронтологічних досліджень (GRG). До 20 грудня 2022 року вона входила до топ 100 найстаріших людей в світовій історії.

## Життєпис
Харуно Ямасіта народилася 19 лютого 1905 року в Японії. Вона проживала в Куруме, префектура Фукуока, Японія. Вона була другою найстарішою людиною в префектурі Фукуока, після Кане Танаки, яка також є найстарішою нині живою людиною у світі.
У червні 2019 року Харуно Ямасіта увійшла у список 100 найстаріших людей в історії.
У жовтні 2019 року Харуно Ямасіта була внесена Групою геронтологічних досліджень у список Лімбо (випадки, коли останнє підтвердження про те, що довгожитель був живий, було більше року тому, а також раптове зникнення з регулярних списків супердовгожителів, що публікуються владою) і втратила своє місце у списку найстаріших людей у світі.
Офіційно повідомлялося, що найстарішою людиною в Куруме є жінка віком 108 років.
Востаннє про те, що Харуно Ямасіта жива повідомлялося 1 вересня 2019 року. На той час їй було 114 років і 194 дні.